# Neocladia violascens
Neocladia violascens är en stekelart som beskrevs av Masi 1926. Neocladia violascens ingår i släktet Neocladia och familjen sköldlussteklar. Inga underarter finns listade i Catalogue of Life.